# Ecyroschema
Ecyroschema is een kevergeslacht uit de familie van de boktorren (Cerambycidae). De wetenschappelijke naam van het geslacht werd voor het eerst geldig gepubliceerd in 1864 door Thomson.

## Soorten
Ecyroschema omvat de volgende soorten:
- Ecyroschema favosa Thomson, 1864
- Ecyroschema morini Teocchi, Jiroux & Sudre, 2008
- Ecyroschema multituberculata Breuning, 1942
- Ecyroschema rugata Pascoe, 1888
- Ecyroschema tuberculata Breuning, 1948
- Ecyroschema zanzibarica Adlbauer, Sudre & Téocchi, 2007